# 三木與志夫
三木 與志夫（みき よしお、1923年4月2日 - 1994年5月16日）は、日本の地方公務員。東京都交通局長、東京都副知事、東京都競馬代表取締役社長、東京都住宅供給公社理事長などを歴任した。

## 人物・経歴
1946年東北帝国大学法文学部法科卒業、東京都入庁、調査室。1960年東京都企画室副参事。1961年東京都総務局副主幹。1962年東京都財務局管財部都有財産調査課長。1963年東京都財務局経理部検収課長。1964年東京都総務局総務部庶務課長。1967年東京都企画調整局参事（企画調査担当）。1969年東京都清掃局作業部長。1972年東京都住宅局総務部長。1974年東京都住宅局次長。1975年東京都清掃局長。1977年東京都住宅局長。1978年東京都交通局長。1979年東京都副知事。1987年東京都競馬代表取締役社長、東京都日本中国友好協会会長。1991年全国都市清掃会議名誉会員。東京都住宅供給公社理事長なども務めた。1994年叙正五位。